# Бусіна-Кольонія
Бусіна-Кольонія (пол. Busina-Kolonia) — село в Польщі, у гміні Поддембиці Поддембицького повіту Лодзинського воєводства.
У 1975-1998 роках село належало до Серадзького воєводства.